# 矢口岳
矢口 岳（やぐち たかし）は日本の漫画家。代表作は『サムライスピリッツ新章 剣客異聞録 甦りし蒼紅の刃』など。
小畑健の元でアシスタントをしていたこともある。
ゲームを原作とした漫画を執筆する事が多く、2008年2月現在、『ウルトラジャンプ』誌上にて「鬼姫」を不定期連載中。

## 主な作品
- サムライスピリッツ新章 剣客異聞録 甦りし蒼紅の刃
- 新 鬼武者 TWILIGT OF DESIRE
- 月下相克
- 鬼姫
- ピョウ -Self-Hatred Syndrome-

## 師匠
- 小畑健
- 柴山薫